# وسیلوکا
وسیلوکا (به لاتین: Vasilevka) یک روستا در اوکراین است که در Kiliya Raion واقع شده‌است.